# Agostinho Leal
Agostinho Almeida Mendes Leal (Penafiel, 4 de agosto de 1960) é um escritor e ex-militar paraquedista português.
É principalmente conhecido pelos seus livros O Caminho Sob o Silêncio das Estrelas (2018) e Memórias de Um Peregrino (2019), sobre a temática dos Caminhos de Santiago, peregrinação que levou a cabo por várias vezes, em vários caminhos.

## Biografia

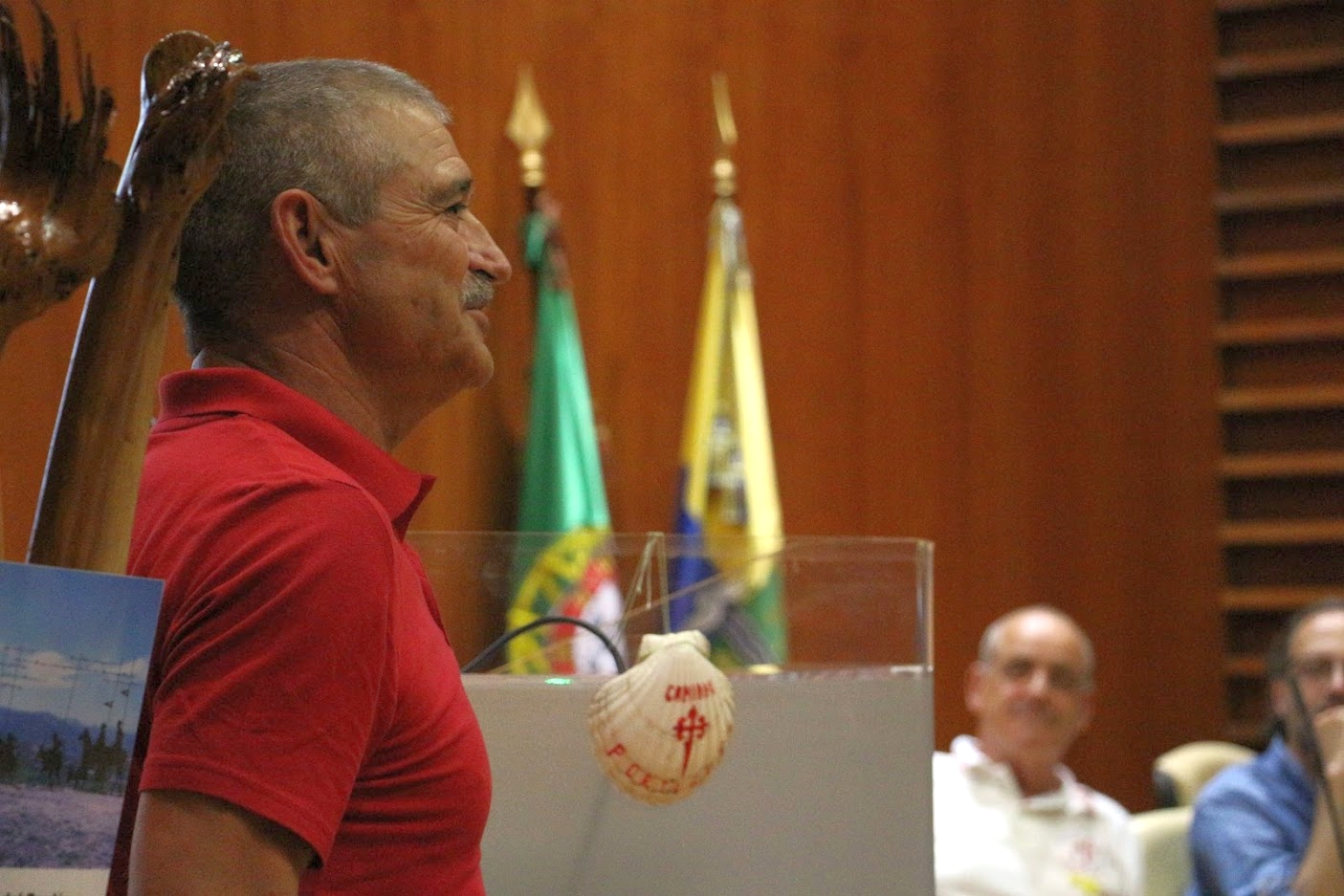
Agostinho Leal, durante a apresentação de O Caminho Sob o Silêncio das Estrelas, em 2018.

Agostinho Leal nasceu em 4 agosto de 1960, em Duas Igrejas, Penafiel, mudando-se no entanto, para a localidade vizinha de Vila das Aves, onde passou a sua infância. Em 1981, ingressou na Força Aérea Portuguesa, na Base Escola de Tropas Paraquedistas, onde concluiu o curso de paraquedismo militar, acabando por seguir a carreira militar, facto que o levou a fixar residência permanente em Ovar, próximo do Regimento de Infantaria N.º 10 (São Jacinto (Aveiro)). Ávido praticante de Orientação Militar, sagrou-se Campeão das Forças Armadas, em 1986, na 12ª edição desta prova. Em 2008 concluiu a sua carreira militar, passando à Situação de Reserva, no posto de Sargento-Chefe Paraquedista.
Em 2011, descobriu os Caminhos de Santiago, pelos quais se apaixonou de imediato. O prazer que sentiu levou-o a repetir a peregrinação várias vezes, em caminhos diferentes. Percorreu os Caminhos de Santiago a pé e de bicicleta, sozinho e em grupo, chegando a totalizar mais de 4 mil quilómetros. A experiência que obteve na peregrinação reflete-se ainda no trabalho que desenvolve junto da Associação Espaço Jacobeu, uma ONG que se dedica à promoção e manutenção dos Caminhos, bem como ao auxílio dos seus peregrinos.

## Obra Literária
Inspirado pelas várias peregrinações que levou a cabo e motivado pelo prazer da escrita, em 2016, Agostinho Leal começou a esboçar um romance que se viria a tornar no seu primeiro trabalho literário, O Caminho Sob o Silêncio das Estrelas, que editou de forma independente, assumindo os custos e trabalho de produção e distribuição. A sua estreia literária foi apresentada publicamente em 7 de setembro de 2018, no Salão Nobre da Junta de Freguesia de Vila das Aves, localidade onde cresceu.
No ano seguinte, após esgotar os exemplares da primeira edição e motivado pelo sucesso do seu primeiro livro, foi abordado pela Ego Editora para a publicação de uma segunda obra, Memórias de Um Peregrino. Este livro foi lançado em 2019, juntamente com a reedição de O Caminho Sob o Silêncio das Estrelas. Ambas as publicações foram apresentadas publicamente do Salão Nobre da Junta de Freguesia de Vila das Aves (mesmo local onde tinha sido apresentada a primeira edição de O Caminho Sob o Silêncio das Estrelas), no dia 13 de dezembro de 2019, numa cerimónia presidida pelo Presidente da Junta de Freguesia:
| “ | Foi com muita honra que a Junta de Freguesia foi parceira na apresentação de mais uma obra do autor avense Agostinho Leal. (...) O executivo deu os parabéns ao autor pelo lançamento do seu segundo livro e que, mais uma vez, fez questão de o apresentar em Vila das Aves. Agostinho Leal, é um Homem cá da Terra. Um avense. Uma pessoa que cresceu aqui em Vila das Aves e que desta forma, nos mostrou, novamente as suas experiências enquanto ser peregrino, através de relatos expostos sob os trilhos pelos caminhos de Santiago. | ” |
|   | — PORTUGAL. Junta de Freguesia de Vila das Aves (Presidente). Joaquim Ribeiro Faria. 13 de dezembro de 2019. |   |

Em 2023, a monografia Memórias de Um Peregrino foi recomendada pela revista National Geographic, na sua edição especial sobre os Caminhos de Santiago.

### Obras publicadas
- O Caminho Sob o Silêncio das Estrelas, 2018[3][18] (re-editado em 2019, pela Ego Editora);[4]

- Memórias de Um Peregrino, Ego Editora, 2019.[5]